# Hilal (Name)
Hilal ist ein arabischer Vorname, der in mehreren Ländern häufig vorkommt. Je nach Land und Region ist Hilal sowohl ein männlicher als auch ein weiblicher Vorname.

## Namensträger

### Weiblicher Vorname
- Hilal Ercan (* 1988), verschwundenes türkisches Mädchen aus Hamburg
- Hilal Sezgin (* 1970), türkisch-deutsche Schriftstellerin und Journalistin

### Männlicher Vorname
- Hilal as-Sabi' (969–1056), irakischer Schriftsteller, Historiker und Bürokrat
- Hilal El-Helwe (* 1994), deutsch-libanesischer Fußballspieler

### Familienname
- Ali El Deen Hilal Dessouki (* 1950), ägyptischer Politiker, Publizist und Hochschullehrer
- Moshtari Hilal (* 1993), afghanisch-deutsche Künstlerin